# Franz Gutmann (Bildhauer)

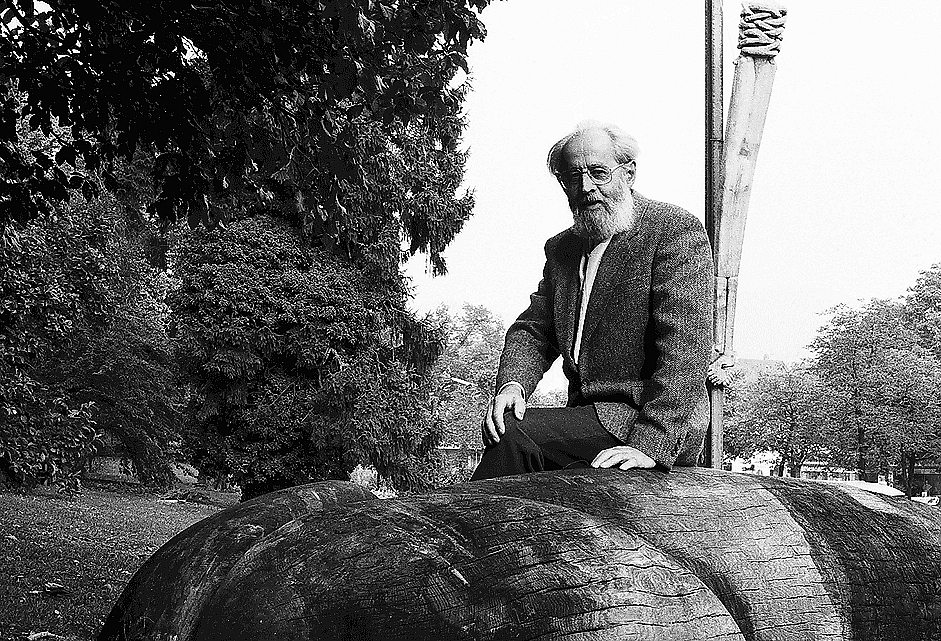
Franz Gutmann (1988)

Franz Gutmann (* 3. Oktober 1928 in Obermünstertal; † 14. August 2024 in Staufen im Breisgau) war ein deutscher Bildhauer. Er lebte und arbeitete auf dem Stohren am oberen Ende des Münstertals.

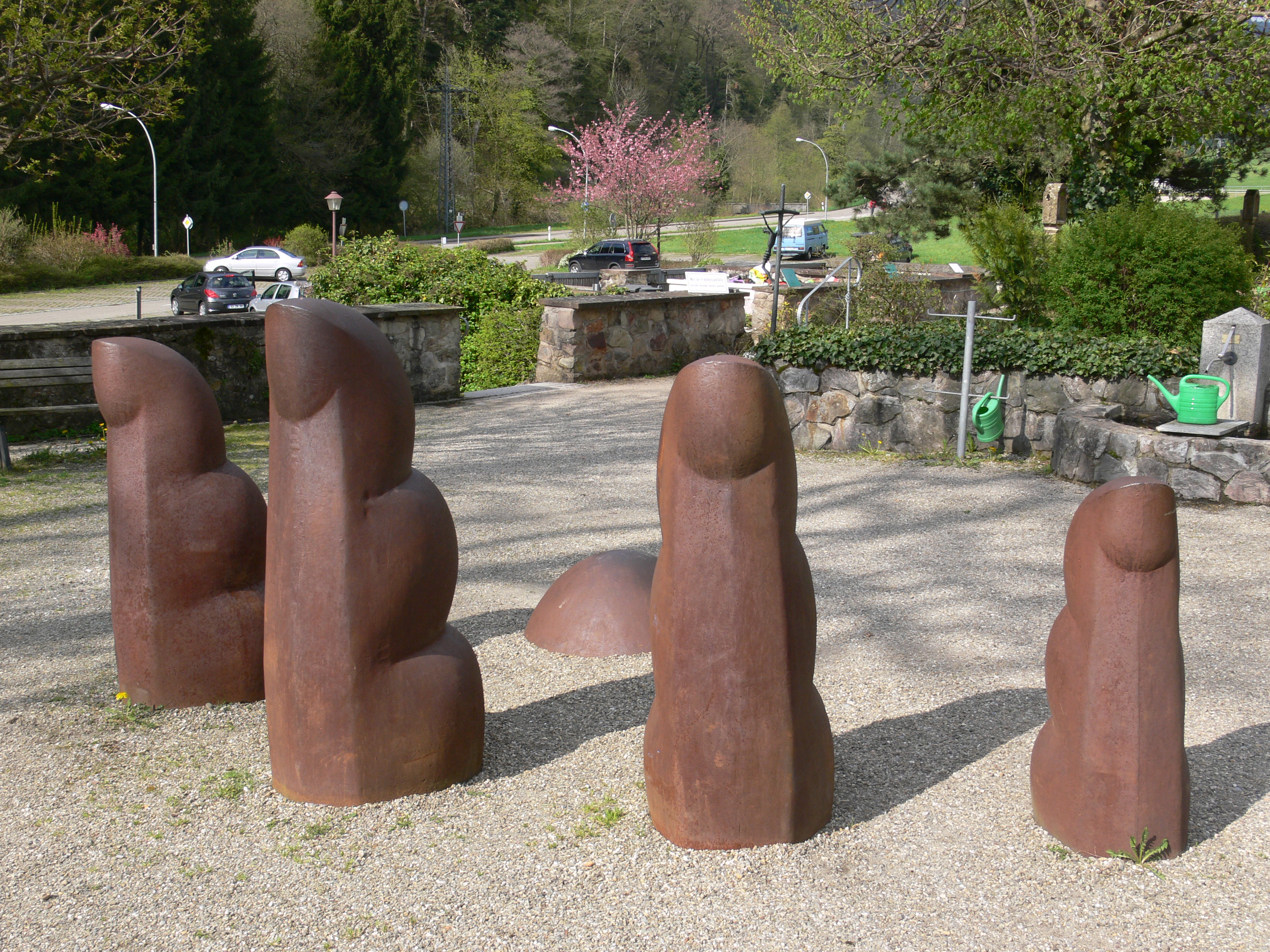
Franz Gutmann: Hand (Eisenguss 1970/72, Münstertal)

## Leben
Franz Gutmann besuchte das Friedrich-Gymnasium Freiburg und studierte anschließend 1950/51 zunächst zwei Semester Katholische Theologie an der Universität Freiburg, begann aber dann nach der Hospitation bei dem Holzbildhauer Franz Spiegelhalter ein Studium an der Kunstakademie Freiburg bei Wilhelm Gerstel. Nach drei Semestern wechselte er an die Kunstakademie Düsseldorf, wo er Meisterschüler bei Ewald Mataré wurde. Aus dieser Zeit stammen auch die Freundschaften zu Joseph Beuys und Erwin Heerich.
1956 ermöglichte ihm ein Stipendium des Landes Nordrhein-Westfalen, für ein Jahr Zentralafrika zu bereisen. Auf dieser Reise verbrachte er auch fünf Monate bei Albert Schweitzer in Lambaréné.

„Im Münstertal, Schwarzwald, wurde ich 1928 geboren. Mein Vater zeigte mir, wie man eine Axt schleift. Wichtigeres habe ich seither nicht mehr gelernt.“

## Stil

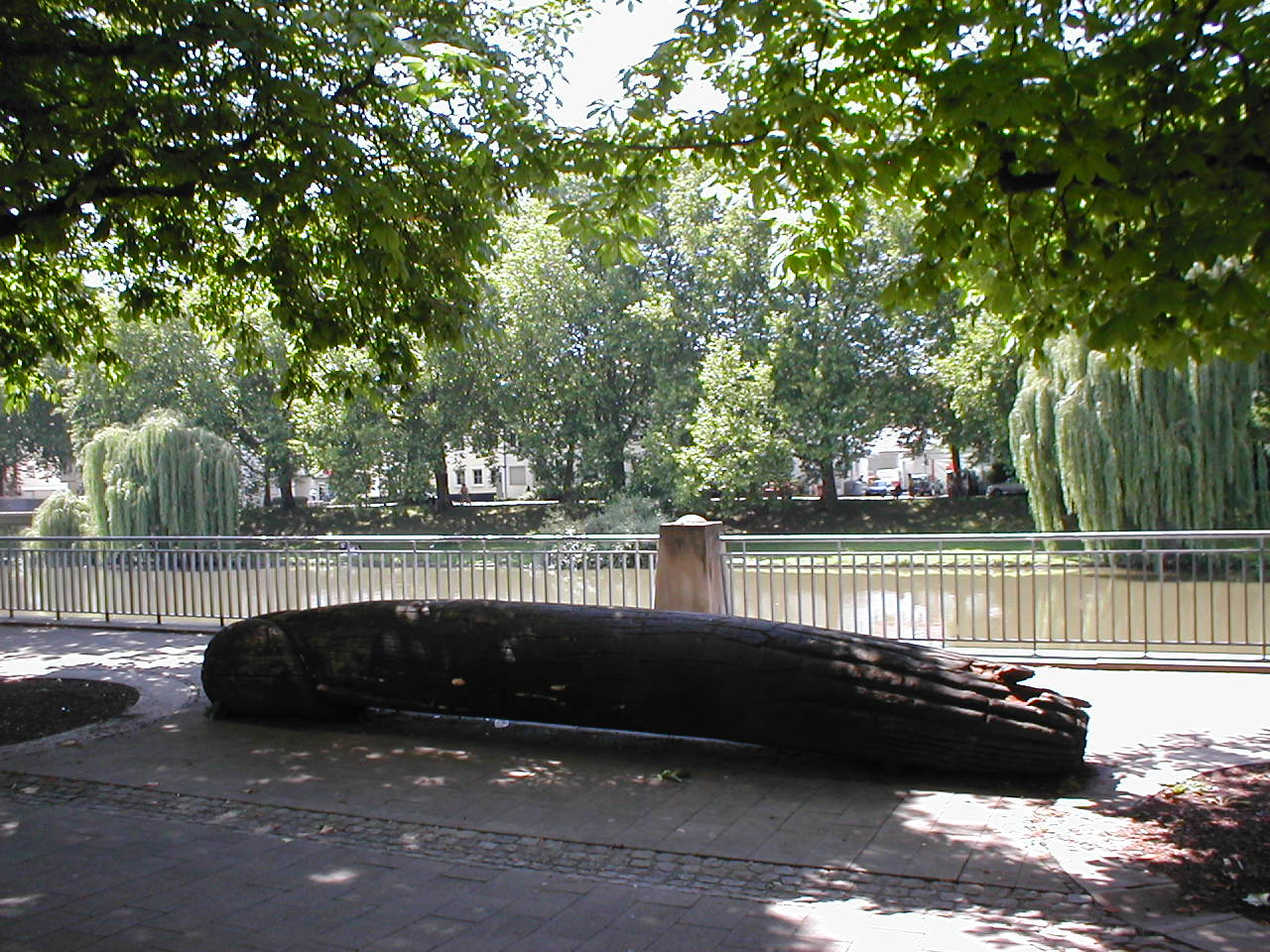
Phallocaust III in Heilbronn

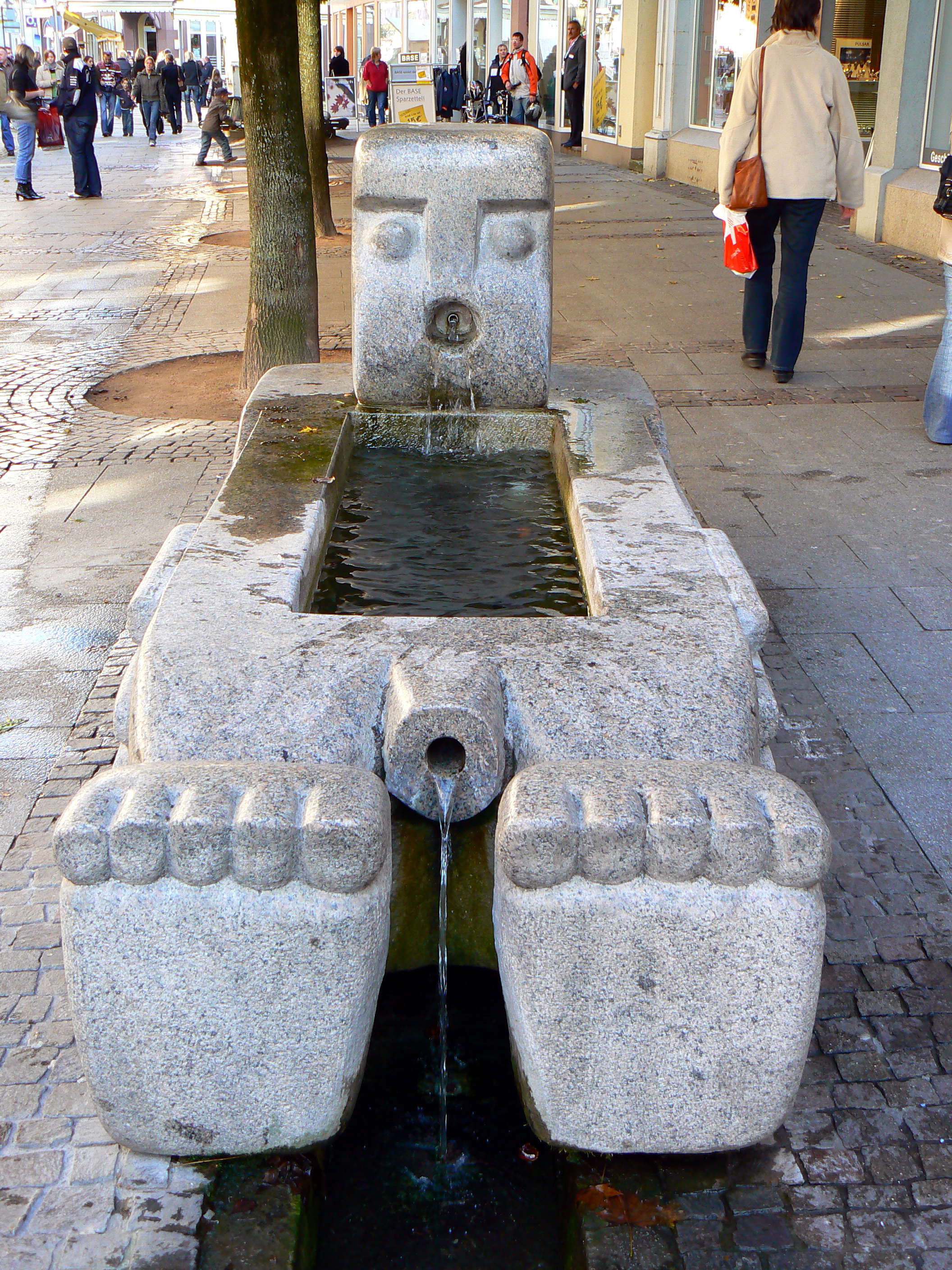
Als „Steinstroßbrinzler“ bezeichneter Granitbrunnen von 1989 in Offenburgs Steinstraße

Gutmann arbeitet mit nahezu allen Materialien (Stein, Holz, Metall, …), seine Arbeiten reichen von religiöser Kunst über öffentliche Großplastiken und Brunnenanlagen bis zur Gestaltung von Medaillen und Plaketten.
Seine teilweise recht monumentalen Arbeiten können sehr heiteren Charakter haben, wie etwas die Großskulptur aus Betonguss Zwei Riesen – Schlucker und Spucker unter der Stadtbahnbrücke am Stühlinger Kirchplatz in Freiburg im Breisgau.
Seine religiösen Werke vor allem können jedoch auch provozieren, etwa die Chorskulptur des Gekreuzigten in der Universitätskirche in Freiburg. Für das Projekt Kunst und Kirche schuf er 1984/85 den hölzernen Riesenpenis Phallocaust III, der nach Stationen im Kurpark Bad Krozingen, in Saarbrücken und Heidelberg schließlich von 1995 bis 2010 in Heilbronn aufgestellt war. Ebenfalls heftige Diskussionen löste seine Neugestaltung des vorderen Chorraums im Freiburger Münster aus dem Jahr 2006 aus.

## Ausstellungen
- Tod und Leben, mit Waldemar Grzimek, Carl Hofer, Käthe Kollwitz, Alfred Kubin, Heinrich Richter-Berlin, Georges Rouault – Carola Dewor, Galli, Manfred Henkel, Lizzie Hosaeus, Claus Korch, Ingo Kühl, Volker März, Sigrun Paulsen, Günter Scharein, Erika Schewski-Rühling, Ludmila Seefried-Matějková, Hans Stein, Renée Strecker u. a., Obere Galerie – Haus am Lützowplatz, Kunstamt Tiergarten, Berlin 1986.

## Auszeichnungen und Ehrungen
- Gutmann erhielt 1980 den Kunstpreis der Wirtschaft am Oberrhein.
- 2002 wurde ihm der Professorentitel verliehen.
- Im März 2019 wurde ihm die Ehrenbürgerwürde seiner Heimatgemeinde Münstertal verliehen.[6]